# Favio Cabral
Favio Benjamín Cabral (Córdoba, Argentina, 5 de febrero de 2001) es un futbolista argentino. Juega como delantero en Central Córdoba de Santiago del Estero de la Primera División de Argentina.

## Trayectoria
Favio Cabral es oriundo del barrio Villa Corina, pero mientras pertenecía a las inferiores de Talleres de Córdoba se alojaba en la pensión del club. En 2016 fue el máximo goleador de la octava división de AFA y en 2017 repitió lo mismo en séptima, logrando ser en ese año el máximo goleador contando todas las categorías de inferiores.Totalizó así 50 goles en dos años jugando para Talleres.
En 2018 fue ascendido a la reserva, debutando con un triunfo ante San Lorenzo el 27 de enero. Aquel año Talleres obtuvo el título por segundo año consecutivo.
Al siguiente año firmó su primer contrato profesional. Fue el máximo goleador de la Reserva y la Cuarta, posicionándose con 96 goles, como el máximo goleador de todas las categorías de inferiores a nivel nacional (como ya había logrado en 2017) e internacional. Ese año además jugó el Torneo L'Alcudia con la Selección Argentina sub-20, en el que la albiceleste obtuvo el tercer puesto. Fue galardonado con el "Premio Estímulo" que otorga La Voz del Interior y sonó para el Genoa, Parma y Torino.
En 2020 realizó la pretemporada con el primer equipo. El 26 de enero tuvo su debut profesional en la Primera División, en el duelo de visitante de Talleres ante Defensa y Justicia, ingresando a los 69 minutos en reemplazo de Jonathan Menéndez. En los meses siguientes siguió teniendo nominaciones al primer equipo para partidos de la Copa Diego Armando Maradona y Copa de la Liga Profesional 2021, sumando más de 100 minutos en cancha.
Para el año 2021, según medios chilenos, Cabral estuvo muy cerca de fichar en Colo-Colo, pero finalmente a último momento el traspaso se cayó y en el cierre del libro de pases, recaló en Provincial Curicó Unido, también de la Primera División chilena, en calidad de préstamo hasta fin de temporada. Tras sólo disputar 13 minutos en partidos oficiales, volvió a Talleres.
En 2022, fue cedido el primer semestre a Almagro de la Primera B Nacional, donde sólo disputó 69 minutos. Para el segundo semestre, nuevamente fue cedido al Douglas Haig de la Torneo Federal A. Luego fue cedido al Club Cipolletti para disputar el Torneo Federal A 2023.
En diciembre de 2023 acordó y firmó su vínculo contractual con Talleres (RdE). A mediados de 2024 rescindió su contrato.

## Clubes
| Club                             | País      | Año       |
| -------------------------------- | --------- | --------- |
| Talleres (Cba)                   | Argentina | 2019-Act. |
| → Curicó Unido (cedido)          | Chile     | 2021      |
| → Almagro (cedido)               | Argentina | 2022      |
| → Douglas Haig (cedido)          | Argentina | 2022      |
| → Cipolletti (cedido)            | Argentina | 2023      |
| → Talleres (RdE) (cedido)        | Argentina | 2023-2024 |
| → Mitre (SdE) (cedido)           | Argentina | 2024      |
| → Central Córdoba (SdE) (cedido) | Argentina | 2024-Act. |

## Palmarés

### Títulos nacionales
| Título            | Club                  | País      | Año       |
| ----------------- | --------------------- | --------- | --------- |
| Torneo de Reserva | Talleres (Cba)        | Argentina | 2017-2018 |
| Copa Argentina    | Central Córdoba (SdE) | Argentina | 2024      |

### Distinciones individuales
| Título                            | Club           | País      | Año  |
| --------------------------------- | -------------- | --------- | ---- |
| Máximo goleador de 8.º división   | Talleres (Cba) | Argentina | 2016 |
| Máximo goleador de 7.º división   | Talleres (Cba) | Argentina | 2017 |
| Máximo goleador de inferiores AFA | Talleres (Cba) | Argentina | 2017 |
| Máximo goleador de 4.º división   | Talleres (Cba) | Argentina | 2019 |
| Máximo goleador de inferiores AFA | Talleres (Cba) | Argentina | 2019 |